# 中华人民共和国国家标准

中华人民共和国国家标准的标志

中华人民共和国国家标准，简称国标（GB），由中国国家标准化管理委员会批准并公布，有时也简称中国国家标准。
根据《标准化工作指南 第1部分：标准化和相关活动的通用词汇》（GB/T 20000.1—2014）所列定义，国家标准（national standard）是“由国家标准机构通过并公开发布的标准”。
中华人民共和国国家标准的文件编号由文件代号、顺序号及发布年份号构成。
文件编号由文件代号、顺序号及发布年份号构成。文件代号由大写拉丁字母和/或符号“/”组成，顺序号由阿拉伯数字组成，发布年份号由四位阿拉伯数字组成，顺序号和年份号之间使用一字线形式的连接号。例如：GB/T XXXXX—XXXX。

## 国家标准
强制性国家标准冠以“GB”，推荐性国家标准冠以“GB/T”，国家标准化指导性技术文件冠以“GB/Z”。
强制性国家标准由国务院批准发布或者授权批准发布，对保障人身健康和生命财产安全、国家安全、生态环境安全以及满足经济社会管理基本需要的技术要求，应当制定强制性国家标准。
推荐性国家标准由国务院标准化行政主管部门制定，对满足基础通用、与强制性国家标准配套、对各有关行业起引领作用等需要的技术要求，可以制定推荐性国家标准。
国家标准化文件与对应ISO/IEC标准化文件的一致性程度分为：等同（IDT）、修改（MOD）和非等效（NEQ）。其中，等同、修改属于采用ISO/IEC标准化文件。一致性程度不受文件版式变化（例如,页码、字体、字号等的变化）的影响。
| 类别   | 代号 | 是否属于采用 |
| ------ | ---- | ------------ |
| 等同   | IDT  | 是           |
| 修改   | MOD  | 是           |
| 非等效 | NEQ  | 否           |

国家标准化文件与对应ISO/IEC标准化文件的一致性程度为等同时，兼有下述情况：
- 文本结构相同；
- 技术内容相同；
- 最小限度的编辑性改动。

国家标准化文件与对应ISO/IEC标准化文件的一致性程度为修改时，至少存在下述情况之一：
- 结构调整,并且清楚地说明了这些调整；
- 技术差异,并且清楚地说明了这些差异及其产生的原因。

国家标准化文件与对应ISO/IEC 标准化文件的一致性程度为非等效时，至少存在下述情况之一：
- 结构调整,并且没有清楚地说明这些调整；
- 技术差异,并且没有清楚地说明这些差异及其产生的原因；
- 只保留了数量较少或重要性较小的ISO/IEC标准化文件的条款。

## 标准文件的版权
根据《中华人民共和国著作权法》第五条第一款的规定，强制性标准属于“其他具有立法、行政、司法性质的文件”，不适用于著作权法。1999年，最高人民法院对北京市高级人民法院的答复中指出：推荐性国家标准属于自愿采用的技术性规范，不具有法规性质。由于推荐性标准在制定过程中需要付出创造性劳动，具有创造性智力成果的属性，如果符合作品的其他条件，应当确认属于著作权法保护的范围。
国家标准化管理委员会在标准全文公开系统，公开了国家市场监督管理总局、国家标准委2017年1月1日前已批准发布的所有强制性国家标准、推荐性国家标准（非采标）、指导性技术文件。对国家市场监督管理总局、国家标准委自2017年1月1日后新发布的国家标准，将在《国家标准批准发布公告》发布后20个工作日内公开标准文本，其中涉及采标的推荐性国家标准的公开，将在遵守国际版权政策前提下进行。其中标准的全文可以在线阅读或下载，具体来说（截至2025年4月）：
- 有效强制性国家标准2,084项。其中非采标1,534项可在线阅读和下载，采标550项只可在线阅读。
- 有效推荐性国家标准43,984项。其中非采标28,878项可在线阅读，采标15,106项只提供标准题录信息。
- 有效指导性技术文件654项。其中非采标270项可在线阅读，采标384项只提供标准题录信息。

食品安全、环境保护、工程建设方面的国家标准未纳入该系统中。
标准的正式电子出版物可以从中国标准出版社在线服务进行获取。

## 国家标准编码
“GB”在计算机領域中常常表示GB/T 2312-1980或GB 18030-2022。两者是汉语编码系统的标准，在中国大陆和新加坡用于简体中文。详见：国家标准代码。